# 南湖公园 (衡阳)
衡阳南湖公园，位于湖南省衡阳市境内，是衡阳市区湿地面积最大的公园。

## 沿革
衡阳南湖公园主体为原来的雁峰区跃进水库，2013年6月起改建成南湖公园。
2014年6月，已接近完工的衡阳南湖公园向市民开放。原定6月1日开放的南湖公园因天气推迟至6月底开放。

## 景观
南湖公园分为三个区，分别是公园景观区、餐饮住宿区、水上乐园区。
公园景观区：内有蜂巢亭、竹艺亭、风波亭、曲桥栈道、白鹭嬉水雕塑等五大湿地景观。
餐饮住宿区：内有生态农庄、揽胜阁、茶室、餐厅等。
水上乐园区：为湿地公园的活动功能区，设计了亲水、戏水、观水和儿童游乐等10余个水上游乐项目，增强游人的参与性。
标志性建筑：另外，公园还有6大标志性建筑，即为月形塑雕、曲桥栈道、白鹭嬉水雕塑、南门广场等。